# Mami (álbum)
Mami es el cuarto álbum de estudio de la cantante rumana Alexandra Stan. Fue lanzado el 25 de abril de 2018 en formatos digital y físico por Alexandra Stan Records y Victor Entertainment. Stan colaboró con productores de varios países, incluidos Marius Mirică, Alex Parker, Laurențiu Popescu, Simon Says, Cristian Ștefănescu y Cristian Tarcea. Ella grabó Mami en Los Ángeles, Estados Unidos, donde se mudó con su novio en septiembre de 2017. La cantante participó en el proceso de escritura de varias canciones que aparecen en el álbum.
Musicalmente, Mami ha sido descrito como un álbum latino inspirado en el género dance-pop. Según Stan, las influencias incluyen pop, reggae y balcan. La cantante también dijo que el título del álbum representa su feminidad y madurez artística. Se lanzaron tres sencillos del disco, «Boy Oh Boy» (2017), «Noi doi» (2017) y «Mami» (2018), con un éxito menor en Lituania y Rumania, así como el sencillo promocional «Favorite Game». El álbum alcanzó el puesto número 119 en la lista Oricon. Stan lo promovió con presentaciones en directo en Japón, así como en Europa y Canadá.

## Antecedentes y lanzamiento
Stan inicialmente se refirió al álbum como AS4 en una entrevista a finales de 2017 con un sitio web brasileño, y confirmó que se lanzaría en 2018. En ese momento, ella había comenzado a grabar nuevo material para el disco, que ella describió como «baladas pop, con un toque de reggae, o música balcan». En septiembre de 2017, Stan compró una residencia en Los Ángeles, Estados Unidos con su novio Bogdan Stăruială, donde fue a los estudios para grabar y componer el material durante tres meses a partir de diciembre de 2017. La lista de canciones para la edición japonesa de Mami se dio a conocer a través de una de las publicaciones de Facebook de Stan el 6 de abril de 2018. Ella, originalmente, anunció que el disco se publicaría a fines de febrero o principios de marzo de 2018. Stan elaboró el título del álbum diciendo: 
«[No] se elige por casualidad, se celebra a la madre latina y amorosa, madre de 'todos los niños perdidos', que siempre piensa en la felicidad de los demás, pero al mismo tiempo se olvida de cuidarse a sí misma, de amarse ella misma y ser la amada esposa 'caliente' que cualquier hombre desea. Cada uno de mi [s] álbum [es] sugiere una etapa en mi vida como mujer, y a la edad de 28 años, puedo decir que soy la más vieja [en mi carrera], así que el álbum se llama Mami. Sé quién soy, qué quiero y adónde voy».
Para Mami, Stan colaboró con varios productores de Suiza, Suecia, Canadá, Estados Unidos y Rumania, mientras participaba en el proceso de la escritura de casi todas las canciones. La mezcla y masterización de la música se manejó en el estudio Sterling Sound en Nueva York por Luigi Barone, Narcotic Creation, Caloway the Donuts, Serge Courtois, Rappy Sergio, Thrace Music y Cole Nystorm. El álbum estuvo disponible en formato digital y físico el 25 de abril de 2018 en Japón por Alexandra Stan Records y Victor Entertainment, respectivamente. Una edición de lujo, que contiene un DVD adicional con los videos musicales producidos para los sencillos del álbum, fue lanzada en la misma fecha por el último sello. Mami se lanzó más tarde en Italia el 15 de junio, y en otros países el 15 de agosto de 2018.

## Composición
Un crítico de Antena 1 describió  a  Mami  como un álbum dance-pop influenciado por la música latina, señalando que «las canciones están compuestas como una forma de reunir a todos los fanáticos de Stan, independientemente de sus nacionalidades». La versión internacional del disco comienza con «Rablaton», una canción de  pop latino en inglés y español que Jonathan Currinn, del sitio web CelebMix, comparó con los trabajos de la cantante barbadense Rihanna y de la rapera australiana Iggy Azalea. Es seguida por «Mami», una canción trilingüe que combina inglés, francés y español; sus letras tratan sobre feminidad. Mami continúa con «You Used to Know» y «Ou La La», esta última completamente escrita en francés y con letras inspiradas en el sexo que presentan a Stan haciendo preguntas tentadoras. La cuarta pista en Mami, «India», presenta al rapero estadounidense Kent Archie. Currinn lo describió como experimental «una canción progresiva de aventura» musicalmente inspirada en El Rey León.
La cantante dominicana Jenn Morel aparece en la canción tropical «Whine It Up». Stan canta en una octava nota más alta, mientras que Morel proporciona un rap "afrobeat". El siguiente tema, «Thinking About You», se abre con ritmos de "los años 90's bubblegum pop, club y house", que Currinn encontró reminiscente del material más antiguo de la cantante australiana Kylie Minogue. Al cerrar el álbum, «Round & Round» cuenta con varios instrumentos en su pista de acompañamiento. «Boy Oh Boy», que aparece únicamente en las versiones italiana y japonesa de Mami, es una canción electropop con elementos de reggae y dancehall influenciada por la música de los 90 Líricamente, gira en torno a la necesidad de una chica de ser amada y habla sobre la relación volátil de Stan con su actual pareja. Del mismo modo, no incluido en la versión internacional del disco, «Noi doi» está escrito en su totalidad en rumano y la cantante le pide a su pareja que pase un tiempo en la playa con ella.

## Recepción
Currinn de CelebMix le dio una reseña variada a la versión internacional de Mami. Encontró decepcionante que el álbum solo presentara ocho canciones y careciera de las canciones «Boy Oh Boy», «Noi doi» y «Favorite Game» en comparación con otras versiones de Mami. Currin elogió la contribución de Archie y Morel, así como la entrega vocal de Stan en múltiples pistas. El seleccionó a «Rablaton», «You Used to Know» y «Round & Round» como canciones destacadas en el disco. Sin embargo, Currinn etiquetó la canción «India» como «sin brillo» y también criticó «Whine It Up» como «exagerado». Sugirió que Stan canta en una tonalidad que no le conviene, y escribió que «la pista de acompañamiento es demasiado tropical». Currinn concluyó su crítica: «Sabemos que Stan puede hacerlo mejor, pero abre nuevas direcciones para ella y estamos entusiasmados de ver qué nueva música trae a la industria».

## Sencillos y promoción
«Boy Oh Boy» fue lanzado como el primer sencillo de Mami el 30 de junio de 2017 a través de la recién fundada discográfica Alexandra Stan Records de la cantante. Comercialmente, alcanzó el puesto número 22 en Lituania. «Noi doi» estuvo disponible como el segundo sencillo el 8 de agosto de 2017, alcanzando su punto máximo en el puesto número 80 en su país natal. El homónimo y último sencillo del álbum fue lanzado el 4 de abril de 2018. Los videos musicales de acompañamiento fueron producidos para todos los sencillos anteriormente mencionados, incluyendo uno para el sencillo promocional, lanzado únicamente en Japón, «Favorite Game» que apareció en la banda sonora de la película japonesa Miko Girl (2017). Stan promovió Mami con fechas de conciertos en Polonia (en el Festival Sopot Hit), Turquía, Rumania, Canadá y Japón desde mediados de agosto hasta principios de septiembre de 2018.

## Lista de canciones
Créditos adaptados de las notas de línea de Mami.
| Edición internacional |                                  |                                            |                                                                       |          |  |
| N.º                   | Título                           | Escritor(es)                               | Productor(es)                                                         | Duración |  |
| 1.                    | «Rablaton»                       | Alexandra Stan                             | Sergiu Ene Enri Demi                                                  | 2:57     |  |
| 2.                    | «Mami»                           | Katie DiCicco Stan                         | Simon Says DiCicco                                                    | 3:32     |  |
| 3.                    | «You Used to Know»               | Stan                                       | Ene Demi                                                              | 3:13     |  |
| 4.                    | «Ou La La»                       | Lucian Darie Demi Ene Ovidiu Nicolae Stan  | Ene Demi                                                              | 3:23     |  |
| 5.                    | «India» (con Kent Archie)        | Archie Stan                                | Ene Demi                                                              | 3:40     |  |
| 6.                    | «Whine It Up» (con Jenn Morel)   | DiCicco Joelii Morel Stan                  | Clayton Williams Jay Freedom DiCicco                                  | 2:39     |  |
| 7.                    | «Thinking About You» (con Suark) | DiCicco Stan Cameron Stymeist              | Suark DiCicco Stymeist                                                | 2:56     |  |
| 8.                    | «Round & Round»                  | Ninos Hanna Adam Kulling Eric Riddick Stan | Kulling Andrei Sorin Ovezea Christian Theodoru Castel Pavel Danileanu | 2:57     |  |
| Duración total: 25:22 |                                  |                                            |                                                                       |          |  |

| Edición japonesa      |                                  |                                           |               |          |  |
| N.º                   | Título                           | Escritor(es)                              | Productor(es) | Duración |  |
| 1.                    | «Mami»                           |                                           |               | 3:34     |  |
| 2.                    | «Boy Oh Boy»                     | Andy Grasu Marius Mirică Stan             | Mirică Stan   | 3:19     |  |
| 3.                    | «India» (con Kent Archie)        |                                           |               | 3:42     |  |
| 4.                    | «Round & Round»                  |                                           |               | 2:57     |  |
| 5.                    | «Whine It Up» (con Jenn Morel)   |                                           |               | 2:40     |  |
| 6.                    | «Ou La La»                       |                                           |               | 3:22     |  |
| 7.                    | «Thinking About You» (con Suark) |                                           |               | 2:58     |  |
| 8.                    | «You Used to Know»               |                                           |               | 3:14     |  |
| 9.                    | «Rablaton» (con Jahmmi)          |                                           |               | 2:56     |  |
| 10.                   | «Noi doi»                        | Chriss JustUs Stan                        | Alex Parker   | 3:25     |  |
| 11.                   | «Favorite Game»                  | Austin Jesse Mitchell Cristian Ștefănescu | Ștefănescu    | 3:03     |  |
| Duración total: 35:16 |                                  |                                           |               |          |  |

| Edición de lujo japonesa (DVD) |                                 |              |               |          |  |
| N.º                            | Título                          | Escritor(es) | Productor(es) | Duración |  |
| 1.                             | «Mami» (video musical)          |              |               | 3:34     |  |
| 2.                             | «Boy Oh Boy» (video musical)    |              |               | 3:21     |  |
| 3.                             | «Noi doi» (video musical)       |              |               | 3:25     |  |
| 4.                             | «Favorite Game» (video musical) |              |               | 3:03     |  |
| Duración total: 13:23          |                                 |              |               |          |  |

| Edición italiana      |                                  |              |               |          |  |
| N.º                   | Título                           | Escritor(es) | Productor(es) | Duración |  |
| 1.                    | «Mami»                           |              |               | 3:32     |  |
| 2.                    | «Round & Round»                  |              |               | 2:57     |  |
| 3.                    | «You Used to Know»               |              |               | 3:13     |  |
| 4.                    | «Whine It Up» (con Jenn Morel)   |              |               | 2:39     |  |
| 5.                    | «Boy Oh Boy»                     |              |               | 3:19     |  |
| 6.                    | «Noi doi»                        |              |               | 3:24     |  |
| 7.                    | «Ou La La»                       |              |               | 3:23     |  |
| 8.                    | «India» (con Kent Archie)        |              |               | 3:40     |  |
| 9.                    | «Thinking About You» (con Suark) |              |               | 2:56     |  |
| 10.                   | «Rablaton»                       |              |               | 2:57     |  |
| Duración total: 32:01 |                                  |              |               |          |  |

## Posicionamiento en listas
| Japón | Oricon | 119 |

## Historial de lanzamiento
| Región | Fecha                | Formato          | Discográfica   | Edición(es) | Ref.                 |
| ------ | -------------------- | ---------------- | -------------- | ----------- | -------------------- |
| Japón  | 25 de abril de 2018  | Descarga digital | Alexandra Stan | Estándar    | [ 11 ]               |
| Japón  | 25 de abril de 2018  | CD               | Victor         | Estándar    | [ 12 ] [ 13 ]        |
| Italia | 15 de junio de 2018  | Descarga digital | CDF            | Estándar    | [ 14 ]               |
| Mundo  | 15 de agosto de 2018 | Descarga digital | Alexandra Stan | Estándar    | [ 15 ] [ 16 ] [ 17 ] |